# 이길 (모로코)
이길(모로코 아랍어: إيغيل)은 모로코 마라케시사피 지방 알하우즈주에 있는 작은 시골 마을이자 시골 코뮌이다. 2004년 인구 조사 기준 858가구 5,619명이 거주하고 있다.

## 역사
이길 코뮌은 1992년 6월 30일 모로코의 행정 구역 분할 법률에 따라 제정되었다.
2023년 9월 8일 발생한 규모 M6.8의 마라케시사피 지진 진원지 바로 옆으로 큰 피해를 입었다.

## 인구 통계
아래의 인구 통계는 2004년 인구 조사 기준이다.
- 문맹률: 49.9%
- 중등학교 이상 수료 비율: 0.8%